# 샤프란
샤프란은 1993년 출시한 LG생활건강의 섬유유연제상표이다.
원래 섬유유연제상표로 부터 출발했지만, 당시에는 소프린이다. 피죤에 밀리면서 만년까지 2등으로 왔으냐, 2012년 업계1위를 올라섰다.
2017년 샤프란에 이어 프리미엄 초고농축 섬유유연제 아우라를 론칭했다.

## 주요 제품

### 섬유유연제
- 샤프란 섬유유연제(핑크 센세이션, 릴렉싱 아로마,코튼 앤 크림)
- 꽃담초 섬유유연제(아카시아, 연꽃, 자스민)
- 샤프란 아로마시트(핑크 센세이션, 후레쉬 드림, 코튼 블로섬)
- 샤프란 10배농축 섬유유연제
- 샤프란 목화유연수
- 샤프란 드럼 익스트림케어

### 섬유탈취제
- 샤프란 메종데부지 퍼퓸드몽드 퍼퓸미스트
- 샤프란 Parfum de monde 퍼퓸드몽드
- 샤프란 기분따라 골라쓰는 퍼퓸 캡슐
- 샤프란 향수 컬렉션
- 샤프란 꽃담초 러미향
- 샤프란 꽃담초 섬유탈취제
- 샤프란 케어 (사랑스럽고 은은한 향/상쾌한 숲속의 향/싱그러운 봄바람 향)
- 샤프란케어 패브릭 퍼퓸

### 향기지속제
- 꽃담초 향기지속제
- 샤프란 향기팝 (로즈, 코튼)
- 샤프란 향기캡슐팡팡